# Friedrich Carl Albert Hofmann
Friedrich Carl Albert Hofmann, conegut com a Fritz Hofmann (2 de novembre de 1866, Kölleda, Turíngia - 22 d'octubre de 1956, Hannover, Alemanya) fou un químic orgànic alemany conegut per haver descobert el cautxú sintètic.

## Biografia
Hofmann estudià a les escoles de Klosterdonndorf i de Schulpforta, per després aprendre l'ofici de farmacèutic en una farmàcia de Göttingen. Continuà amb els estudis de farmàcia a la Universitat Humboldt de Berlín, per després decantar-se per la química que estudià a la Universitat de Rostock, on el 1895 aconseguí doctorar-se magna cum laude. Durant dos anys fou professor a la Universitat Tècnica de Aachen. El 1897 anà a treballar a la Elberfelder Farbenfabriken vorm. Friedr. Bayer & Co., la farmacèutica Bayer, d'Elberfeld. El 1918 fou nomenat director de recerca a l'Institut de Recerca del Carbó a la Kaiser-Wilhelm-Gesellschaft a Breslau. El 1945 retornà a Kölleda on treballà sobre quimioteràpia.

## Obra

2,3-dimetil-1,3-butadiè

En els seus inicis començà a treballar en el desenvolupament de productes farmacèutics, però també s'interessà pels elastòmers i, el 1907, sintetitzà el primer cautxú sintètic per polimerització de diens conjugats. Els químics havien descobert que el cautxú era un polímer format per monòmers d'isoprè o 2-metil-1,3-butadiè. Degut a les dificultats per disposar d'aquest monòmer optà per utilitzar el 2,3-dimetil-1,3-butadiè de característiques semblants. Les investigacions duraren molt de temps, però finalment aconseguí un producte semblant al cautxú, el metil-cautxú. Aquesta substància fou produïda per la indústria alemanya durant la primera Guerra Mundial, però després s'abandonà la producció perquè no era pràcticament elàstic a temperatura ambient i per l'aparició de nous cautxús sintètics.
Hofmann rebé varis premis i títols pel seu treball: entre d'altres la Medalla Fischer d'Or de la Societat de Químics Alemanys, una Placa Honorària de la Societat Alemanya de Cautxú i la medalla d'or Buna en l'Exposició Mundial de París.